# Bandai Namco Filmworks
Bandai Namco Filmworks Inc. (Nhật: 株式会社バンダイナムコフィルムワークス Hepburn: Kabushiki gaisha Bandai Namuko Firumuwākusu), tên cũ là Sunrise Inc., là một studio anime của Nhật Bản. Đây là một trong số các studio anime nổi tiếng nhất với các tác phẩm nổi bật như series Gundam, Cowboy Bebop, Code Geass, InuYasha, Mai-HiME, Tenkū no Escaflowne , Yakitate!! Japan,... Trụ sở của công ty nằm tại Ogikubo, Suginami, Tokyo.
Công ty được thành lập vào năm 1972 và hiện đang thuộc sở hữu của Bandai Namco Holdings. Các tên cũ của công ty gồm Sunrise Studio, Shoeisha, Nippon Sunrise và về sau đổi thành Sunrise từ năm 1987. Kể từ tháng 4 năm 2022, công ty đổi tên thành Bandai Namco Filmworks sau khi sáp nhập với hai công ty Bandai Namco Arts và Bandai Namco Rights Marketing, tuy vậy "Sunrise" vẫn được giữ làm tên thương hiệu trong các dự án hoạt hình. Năm 2024, công ty con Sunrise Beyond bị giải thể và được sáp nhập vào Bandai Namco Filmworks.

Logo của thương hiệu Sunrise sử đụng từ năm 1996

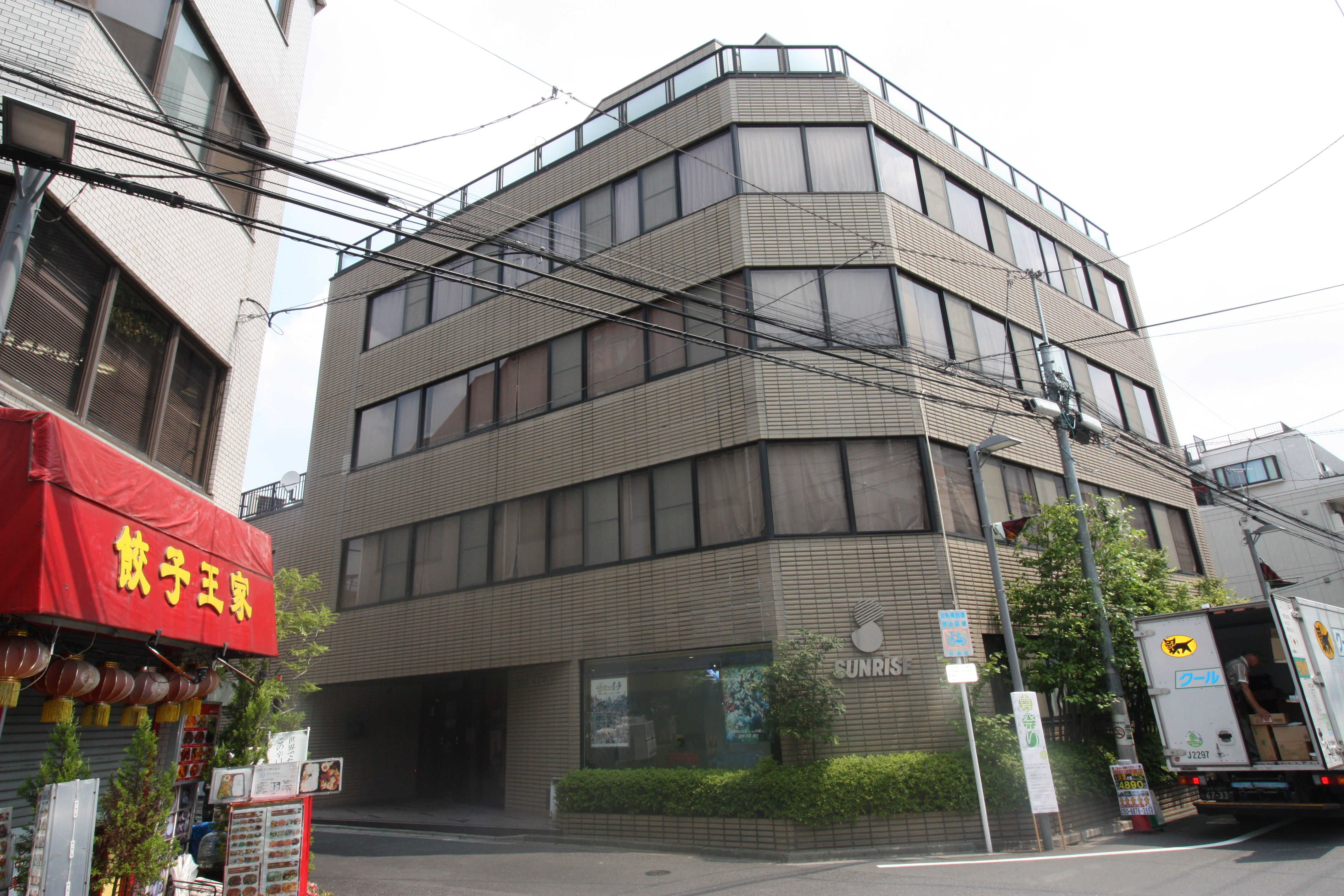
Trụ sở chính của Sunrise sử dụng từ năm 1996–2021

## Danh sách tác phẩm

### Anime truyền hình

#### Thập niên 1970
- Hazedon (1972-1973)
- Zero Tester (1973-1974)
- La Seine no Hoshi (1975)
- Yūsha Raideen (1975-1976)
- Wanpaku Omukashi Kumu Kumu (1975-1976)
- Chōdenji Robo Combattler V (1976-1977), đồng sản xuất với Toei Douga
- Kyouryuu Tankentai Born Free (1976)
- Robokko Beeton (1976)
- Chōdenji Machine Voltes V (1977-1978), đồng sản xuất với Toei Douga
- Muteki Chōjin Zanbot 3 (1977-1978)
- Majokko Tickle (1978-1979), đồng sản xuất với Toei Douga
- Tōshō Daimos (1978-1979), đồng sản xuất với Toei Douga
- Muteki Koujin Daitarn 3 (1978-1979)
- Mirai Robo Daltanious (1979-1980)
- Kidō Senshi Gundam (1979-1980)
- The Ultraman (1979-1980)
- Kagaku Bouken-tai Tansar 5 (1979-1980)

#### Thập niên 1980
- Muteki Robo Trider G7 (1980–1981)
- Densetsu Kyojin Ideon (1980–1981)
- Saikyou Robo Daiouja (1981–1982)
- Taiyō no Kiba Dougram (1981–1982)
- Sentō Mecha Xabungle (1982–1983)
- Seisenshi Dunbine (1983–1984)
- Sōkō Kihei Votoms (1983–1984)
- Ginga Hyōryū Vifam (1983–1984)
- Jūsenki L-Gaim (1984–1985)
- Giant Gorg (1984)
- Kikōkai Galient (1984–1985)
- Choriki Robo Galatt (1984–1985)
- Dirty Pair (1985)
- Kidou Senshi Zeta Gundam (1985-1986)
- Aoki Ryūsei SPT Layzner (1985-1986)
- Kidou Senshi Gundam ZZ (1986-1987)
- Kikō Senki Dragonar (1987-1988)
- Mister Ajikko (1987-1989)
- City Hunter (1987-1988)
- City Hunter 2 (1988-1989)
- Mashin Eiyūden Wataru (1988-1989)
- Yoroiden Samurai Troopers (1988-1989)
- City Hunter 3 (1989-1990)
- Jushin Liger (1989-1990)
- Madö King Granzört (1989-1990)
- Kidou Keisatsu Patlabor (1989-1990, bản truyền hình)

#### Thập niên 1990
- Yūsha Exkaiser (1990-1991)
- Mashin Eiyūden Wataru 2 (1990-1991)
- Taiyō no Yūsha Fighbird (1991-1992)
- Future GPX Cyber Formula (1991)
- City Hunter '91 (1991)
- Kikō Keisatsu Metal Jack (1991), đồng sản xuất với Studio Deen
- Zettai Muteki Raijin-Oh (1991-1992)
- Mama wa Shōgaku 4 Nensei (1992)
- Densetsu no Yūsha Da Garn (1992)
- Genki Bakuhatsu Ganbaruger (1992-1993)
- Yūsha Tokkyū Might Gaine (1993)
- Nekketsu Saikyō Go-Saurer (1993-1994)
- Kidou Senshi Victory Gundam (1993-1994)
- Shippū! Iron Leaguer (1993-1994)
- Yūsha Keisatsu J-Decker (1994-1995)
- Haō Taikei Ryū Knight (1994-1995)
- Kidou Butouden G Gundam (1994-1995)
- Ōgon Yūsha Goldran (1995-1996)
- Juu Senshi Gulkeeva (1995)
- Shin Kidou Senki Gundam Wing (1996-1996)
- Yūsha Shirei Dagwon (1996-1997)
- Tenkū no Escaflowne (1996)
- Kidou Shinseiki Gundam X (1996)
- Ganba! Fly High (1996-1997)
- Yūsha Raideen (1996-1997)
- Yūsha Ō GaoGaiGar (1997-1998)
- Chou Mashin Eiyūden Wataru (1997-1998)
- Seihō Bukyō Outlaw Star (1998)
- Ginga Hyōryū Vifam 13 (1998)
- Sentimental Graffiti (1998)
- Brain Powerd (1998)
- DT Eightron (1998)
- Gasaraki (1998-1999)
- Cowboy Bebop (1998-1999)
- Seikai no Monshō (1999)
- Angel Links (1999)
- Turn A Gundam (1999-2000)
- Betterman (1999)
- Seraphim Call (1999)
- The Big O (1999-2000)
- Mugen no Ryvius (1999-2000)

#### Thập niên 2000
- Mighty Cat Masked Niyander (2000)
- Seikai no Senki (2000)
- Dinozaurs (2000)
- Brigadoon: Marin to Melan (2000-2001)
- Argento Soma (2000-2001)
- Gear Fighter Dendō (2000-2001)
- Inuyasha (2000-2004)
- Z.O.E. Dolores, I (2001)
- Seikai no Senki II  (2001)
- S.CRY.ed (2001)
- Gekitou! Crush Gear Turbo (2001-2003)
- Witch Hunter Robin (2002)
- Overman King Gainer (2002-2003)
- Kidō Senshi Gundam SEED (2002-2003)
- The Big O II (2003)
- Shutsugeki! Machine Robo Rescue (2003-2004)
- Tank Knights Fortress (2003-2004)
- Planetes (2003-2004)
- SD Gundam Force (2003)
- Keroro Gunso (2004-2011)
- Mai-HiME (2004-2005)
- Onmyō Taisenki (2004-2005)
- Kidō Senshi Gundam SEED Destiny (2004-2005)
- Yakitate!! Japan (2004-2006)
- Yūshaō GaoGaiGar Final (2005)
- Cluster Edge (2005-2006)
- Mai-Otome (2005-2006)
- Gintama (2006-2010)
- Zegapain (2006)
- Code Geass: Hangyaku no Lelouch (2006-2007)
- Kekkaishi (2006-2008)
- Kodai Ōja Kyōryū King (2007-2008)
- Idolmaster: Xenoglossia (2007)
- Kidō Senshi Gundam 00 (2007-2008)
- Code Geass: Hangyaku no Lelouchc R2 (2008)
- Battle Spirits: Shounen Toppa Bashin (2008-2009)
- Tales of the Abyss (2008-2009)
- Kidō Senshi Gundam 00 Second Season (2008-2009)
- Sora o Kakeru Shōjo (2009)
- Black God (2009)
- Battle Spirits: Shounen Gekiha Dan (2009-2010)
- InuYasha: Kanketsu-hen (2009-2010)

#### Thập niên 2010
- SD Gundam Sangokuden Brave Battle Warriors (2010-2011)
- Battle Spirits Brave (2010-2011)
- Tiger & Bunny (2011)
- Gintama' (2011-2012)
- Sacred Seven (2011-2012)
- Kyōkaisenjō no Horizon (2011)
- Kidō Senshi Gundam AGE (2011-2012)
- Phi Brain: Kami no Puzzle (2011-2014)
- Danshi Kōkōsei no Nichijō (2012)
- Natsuiro Kiseki (2012)
- Accel World (2012)
- Binbō-gami ga! (2012)
- Kyōkaisenjō no Horizon II (2012)
- Gintama': Enchousen (2012-2013)
- Battle Spirits: Sword Eyes (2012-2013)
- Aikatsu! (2012-2016)
- Love Live! School idol project (2013)
- Kakumeiki Liberator (2013)
- Saikyou Ginga Ultimate Zero: Battle Spirits (2013)
- Gundam Build Fighters (2013-2014)
- Buddy Complex (2014)
- Keroro (2014)
- Love Live! School idol project 2 (2014)
- Kidō Senshi Gundam-san (2014)
- Tribe Cool Crew (2014-2015)
- Gundam G no Reconguista (2014-2015)
- Gundam Build Fighters Try (2014-2015)
- Cross Ange (2014-2015)
- Kidō Senshi Gundam: Tekketsu no Orphans (2015-2016)
- Kidō Senshi Gundam Unicorn RE:0096 (2016)
- Love Live! Sunshine!! (2016)
- Kidō Senshi Gundam: Tekketsu no Orphans 2 (2016-2017)
- Magic-kyun! Renaissance (2016-2017)
- ClassicaLoid (2016-2018)
- Love Live! Sunshine!! 2 (2017)
- Gundam Build Divers (2018)
- Double Decker! Doug & Kirill (2018)
- Kidō Senshi The Origin - Zenya Akai Suisei (2019)

#### Thập niên 2020
- Nami yo Kiitekure (2020)
- Love Live! Nijigasaki Gakuen School Idol Dōkōkai (2020)
- Hanyō no Yasha-Hime: Hanyō no Yasha-Hime (2020)
- Love Live! Superstar!! (2021)[5]
- Scarlet Nexus (2021)
- Hanyō no Yasha-Hime: Hanyō no Yasha-Hime- Ni no Shou (2021-2022)
- Love Live! Nijigasaki Gakuen School Idol Dōkōkai 2 (2022)
- Kidō Senshi Gundam: Suisei no Majo (2022, phần 1)[6]
- Nijiyon Animation (2023-2024)
- Kidō Senshi Gundam: Suisei no Majo (2023, phần 2)[7]
- Genjitsu no Yohane: Sunshine in the Mirror (2023)[8]
- Maebashi Witches (2025)[9]

### Phim điện ảnh
Thập niên 1980:
- Kidō Senshi Gundam I (1981)
- Kidō Senshi Gundam II: Ai Senshi-hen (1981)
- Kidō Senshi Gundam III: Meguriai Sora-hen (1982)
- Densetsu Kyojin Ideon: Sesshoku-hen (1982)
- Densetsu Kyojin Ideon: Hatsudō-hen (1982)
- Crusher Joe (1983)
- Document Taiyō no Kiba Dougram (1983)
- Choro Q Dougram (1983)
- Xabungle Graffiti (1983)
- Arion (1986)
- Dirty Pair  (1986)
- Bats & Terry (1987)
- Kidō Senshi Gundam: Gyakushū no Char (1988)
- Five Star Monogatari (1989)
- City Hunter: Ai to Shukumei no Magnum (1989)
- Kidō Senshi SD Gundam no Gyakushū (1989)

Thập niên 1990:
- City Hunter: Hyakuman Dollar no Inbō (1990)
- City Hunter: Bay City Wars (1990)
- Kidō Senshi Gundam F91 (1991)
- Musha Knight Commando: SD Gundam Scramble (1991)
- Kidō Senshi Gundam 0083: Zeon no Zankō (1992)
- Kidō Senshi SD Gundam Matsuri (1993)
- Shin Kidō Senshi Gundam Wing: Endless Waltz Tokubetsu-hen (1998)
- Kidō Senshi Gundam: Dai 08 MS Shōtai - Miller's Report (1998)
- Megumi no Daigo: Kajiba no Baka Yarō (1999)

Thập niên 2000:
- Escaflowne (2000), đồng sản xuất với Bones
- Cowboy Bebop: Tengoku no Tobira (2001), đồng sản xuất với Bones
- InuYasha: Jidai o Koeru Omoi (2001)
- InuYasha: Kagami no Naka no Mugenjō (2002)
- Turn A Gundam I: Earth Light (2002)
- Turn A Gundam II: Moonlight Butterfly (2002)
- Gekitō! Crush Gear Turbo: Kaizabān no Chōsen (2002)
- InuYasha: Tenka Hadō no Ken (2003)
- InuYasha: Guren no Hōraijima (2004)
- Steamboy (2004)
- Kidō Senshi Z Gundam: Hoshi wo Tsugu Mono (2005)
- Kidō Senshi Z Gundam II: Koibito-tachi (2005)
- Kidō Senshi Z Gundam III: Hoshi no Kodō wa Ai (2006)
- Chō Gekijōban Keroro Gunsō (2006)
- Majime ni Fumajime Kaiketsu Zorori: Nazo no Otakara Daisakusen (2006), đồng sản xuất với Ajiadō
- Keroro Gunsō: Shinkai no Princess de Arimasu! (2007)
- Shin SOS Dai Tokyo Tankentai (2007)
- Keroro Gunsō: Tenkū Daikessen de Arimasu! (2008)
- Keroro Gunsō: Mushakero Ohirome Sengoku Ranstar Dai Battle (2008)
- Keroro Gunsō: Gekishin Dragon Warriors de Arimasu! (2009)
- Sōkō Kihei VOTOMS: Pailsen Files (2009)

Thập niên 2010:
- Keroro Gunsō: Tanjō! Kyūkyoku Keroro, Kiseki no Jikū-jima, de Arimasu!! (2010)
- Chou Deneiban SD Gundam Sangokuden Brave Battle Warriors (2010)
- Gintama: Shinyaku Benizakura-hen (2010)
- Ibara no Ou (2010)
- Colorful (2010), đồng sản xuất với Ascension
- Kidō Senshi Gundam 00: A Wakening of the Trailblazer (2010)
- S-CRY-ed Alteration: TAO  (2011)
- S-CRY-ed Alteration: QUAN  (2012)
- Sacred Seven: Shirogane no Tsubasa (2012)
- Tiger & Bunny: The Beginning (2012)
- Nerawareta Gakuen (2012)
- Kaiketsu Zorori Da Da Da Daibouken (2012)
- Short Peace (2013), gồm bốn phim ngắn
- Gintama Kanketsu-hen: Yorozuya yo Eien Nare (2013)
- Kaiketsu Zorori Mamoru ze! Kyouryuu no Tamago (2013)
- Tiger & Bunny: The Rising (2014)
- Gekijouban Aikatsu! (2014)
- Love Live! The School Idol Movie (2015)
- Accel World: Infinite Burst (2016)
- Code Geass: Hangyaku no Lelouch I - Koudou (2017)
- Code Geass: Hangyaku no Lelouch II - Handou (2018)
- Code Geass: Hangyaku no Lelouch III - Oudou (2018)
- Kidō Senshi Gundam NT (2018)
- Love Live! Sunshine!! The School Idol Movie: Over the Rainbow (2019)
- Thợ săn thành phố - Căn cứ bí mật Shinjuku (2019)
- Code Geass: Fukkatsu no Lelouch (2019)
- Gundam: G no Reconguista I- Ike! Core Fighter (2019)

### Thập niên 2020
- Gundam: G no Reconguista II - Bellri Gekishin (2020)
- Gundam: G no Reconguista III - Uchuu kara no Isan (2021)
- Kidō Senshi Gundam: Senkō no Hathaway (2021)
- Gundam: G no Reconguista IV - Gekitou ni Sakebu Ai (2022)
- Kidō Senshi Gundam: Cucuruz Doan no Shima (2022)
- Gundam: G no Reconguista V - Shisen o Koete (2022)
- Gekijо̄ban City Hunter: Tenshi no Namida (2023), đồng sản xuất với The Answer Studio[10]
- Kidō Senshi Gundam SEED FREEDOM (2024)[11]
- Code Geass: Dakkan no Rozé (2024)[12]
- Zegapain STA (2024)[13]
- Genkijouban Love Live! Nijigasaki Gakuen School Idol Doukoukai Kanketsu-hen (2024, sản xuất dưới tên Sunrise)[14]

### Phim VR
- Kidō Senshi Gundam: Ginhai no Gen'ei (2024, phim VR, đồng sản xuất với Atlas V)[15]

### OVA
Danh sách OVA:

Thập niên 1990:
- Sōkō Kihei Votoms: Kakuyaku taru Itan (1994)
- Future GPX Cyber Formula Zero (1994-1995)
- Haō Taikei Ryū Knight: Adeu Legend (1994-1995)
- Dirty Pair Flash (1994)
- Shippū! Iron Leaguer: Silver no Hata no Moto ni (1994-1995)
- Dirty Pair Flash 2 (1995)
- Dirty Pair Flash 3 (1995-1996)
- Haō Taikei Ryū Knight II: Adeu Legend (1995-1996)
- Chinmoku no Kantai (1995-1998)
- Haō Taikei Ryū Knight III: Adeu Legend (1996)
- Future GPX Cyber Formula: Early Days Renewal (1996)
- Future GPX Cyber Formula Saga (1996-1997)
- Shishunki Bishōjo Gattai Robo Z-Mind (1996)
- Yūsha Shirei Dagwon: Suishō no Hitomi no Shōnen (1997)
- Shin Kidō Senki Gundam Wing: Endless Waltz (1997)
- Future GPX Cyber Formula Sin (1998-2000)
- DinoZone (1998-2000)
- Shin Kidō Senki Gundam Wing: Operation Meteor (1999)

Thập niên 2000:
- Yūsha Ō GaoGaiGar Final (2000-2003)
- Seikai no Danshō: Tanjō (2000)
- Seikai no Senki (2000)
- Seikai no Senki II (2001)
- Z.O.E 2167 IDOLO (2001)
- Afro-Ken (2001)
- Gundam Evolve (2001-2007)
- Kidō Senshi Gundam MS IGLOO: 1-nen Sensou Hiroku (2004)
- Seikai no Senki III (2005)
- Kidou Senshi Gundam SEED Destiny Final Plus: Erabareta Mirai (2005)
- Kidou Senshi Gundam SEED Destiny: Special Edition (2006)
- Kidō Senshi Gundam MS IGLOO: Mokushiroku 0079 (2006)
- Cluster Edge: Secret Episode (2006)[16]
- Mai-Otome Zwei (2006-2007)
- Freedom (2006-2008)
- Sōkō Kihei Votoms: Pailsen Files (2007-2008)
- Code Geass: Hangyaku no Lelouch Special Edition Black Rebellion (2008)
- Mai-Otome 0: S.ifr (2008)
- Kidō Senshi Gundam MS IGLOO 2: Juuryoku Sensen (2008-2009)
- Code Geass: Hangyaku no Lelouch R2 Special Edition Zero Requiem (2009)
- Kurokami: Tora to Tsubasa (2009)
- Mai-Otome 0: S.ifr (2008)
- Kidō Senshi Gundam 00 Special Edition (2009-2010)

Thập niên 2010:
- Kidō Senshi Gundam Unicorn (2010-2014)
- Mai-HiME: Kuro no Mai/Saigo no Bansan (2010)
- Sōkō Kihei Votoms: Genei-hen (2010)
- Votoms Finder (2010)
- Sōkō Kihei Votoms: Case;Irvine (2010)
- Sōkō Kihei Votoms: Koei Futatabi (2011)
- Koi☆Sento (2011)
- Norageki! (2011)
- Code Geass: Hangyaku no Lelouch - Nunnally in Wonderland (2012)
- Code Geass: Bōkoku no Akito (2012-2016)
- Accel World EX (2012)
- Kidō Senshi Gundam: Dai 08 MS Shōtai (2013)
- Kidō Senshi Gundam AGE: Memory of Eden (2013)
- Love Live! School idol project (2013)
- Kidō Senshi Gundam: The Origin (2015-2018)
- Kimi ni Maji Kyun! (2016)

### ONA
Danh sách ONA:
- Rean no Tsubasa (2005-2006)
- Kidō Senshi Gundam SEED C.E. 73: Stargazer (2006)
- Bakumatsu Kikansetsu Irohanihoheto (2006-2007)
- Shinrabanshō: Tenchi Shinmei no Shō (2014)
- Buddy Complex: Daremo Shiranai Ashita e (2014)
- Kidō Senshi Gundam Thunderbolt (2015-2016)
- Gundam Build Fighters: Battlogue (2017)
- Kidō Senshi Gundam: Twilight Axis (2017)
- Gundam Build Fighters: GM no Gyakushuu (2017)
- Isekai Izakaya: Koto Aitheria no Izakaya Nobu (2018)
- Road to You: Hoshifuru Oka no Yakusoku (2018)
- Ano Hi no Kokoro wo Toraete (2019)
- Mashin Eiyuuden Wataru: Shichikon no Ryuujinmaru (2020)
- SD Gundam World Sangoku Soketsuden (2019-2021)
- Artiswitch (2021)
- Gundam Breaker: Battlogue (2021)
- Anata o Hitokoto de Arawashite Kudasai: no Shitsumon ga Nigate da. (2022)
- Kidō Senshi Gundam Fukushū no Requiem (2024), đồng sản xuất với Safe House[17]